# 藤田五郎 (ドイツ語学者)
藤田 五郎（ふじた ごろう、1911年7月8日 - 1997年1月31日）は、日本のドイツ語学者、東京外国語大学名誉教授。

## 人物
東京都生まれ。1931年武蔵高等学校卒業、東京帝国大学法学部入学、1935年同文学部独文科卒業、大学院進学、副手、1936年武蔵高校教授、1938年広島高等学校教授、1942年東京外国語学校教授、東京外国語大学助教授、1956年教授、1973年定年退官、麗澤大学教授、1982年退職。

## 著書

### 単著
- 新独文解釈 熟語本位 第三書房 1951
- ドイツ語の要点 郁文堂出版 1951
- 新和文独訳 第三書房 1951
- 藤田ドイツ語入門 第三書房 1952
- ドイツ熟語精髄 第三書房 1955
- 和文独訳の研究 第三書房 1956
- テーブル式ドイツ語便覧 評論社 1956
- 作文 白水社 1958 (ドイツ語学文庫)
- 簡易独文解釈 三修社 1958.11 (ドイツ語文庫)
- 助動詞 三修社 1958.11 (ドイツ語文庫)
- ドイツとはこんなところ フォルクス・ワーゲンを駆って4万キロ 三修社 1963
- ドイツ語のすすめ 1964 (講談社現代新書)
- 新ドイツ語講話 郁文堂 1965
- ドイツ文法の入門 朝日出版社 1966.4
- 藤田・最新ドイツ語入門講義 正続 三修社 1967-1968
- 500語でできるドイツ語会話 評論社 1968
- 詞論中心独作文 郁文堂出版 1968.4
- 表現をやさしくするドイツ語基礎単語の使いかた 評論社 1969.7
- 明解ドイツ語  朝日出版社 1970
- ドイツ語の新しい学び方 1971 (講談社現代新書)
- 藤田・初級ドイツ語 三修社 1971.4
- 現代ドイツ文典 郁文堂 1972.5
- 展開値中心新々和文独訳 第三書房 1975.6
- ドイツ語65日 初歩から中級まで 講談社 1975.8
- 夏休みのドイツ語 朝日出版社 1976.6
- 英語からドイツ語へ 第三書房 1977.4
- やさしくできるドイツ文法 朝日出版社 1979.5
- ミュンヘンの五月 朝日出版社 1990.4

### 共編著
- 独逸文芸読本 南山堂書店 1939
- ドイツ關連語集 三修社 1952
- 医家独文解釈法 渡辺良孝共著 中央医書出版社 1954
- ローレル独単語熟語集 修学館 1956
- 入門ドイツ会話 ルイーゼ・ロージン共著 南江堂 1957
- 新ドイツ語コース 江沢建之助共著 三修社 1957
- 医科独文の解釈 渡辺良孝共著 中央医書出版社 1957
- 初級ドイツ語 国松孝二、常木実共著 河出書房新社 1958
- 詳解基礎ドイツ語 星野広治共著 東京教学社 1959
- 続・入門ドイツ会話 ルイーゼ・ロージン 南江堂 1960
- 新和英独医語小辞典 医学書院 1963
- ジェム独和・和独辞典 三省堂 1972

## 翻訳
- 皇帝の絵姿 ウィルヘルム・ハウフ 弘文堂書房・世界文庫 1940
- 硝子の驚異 F.シェッツフェル 天然社 1942
- アニリン K.A.シェンチンガア 天然社 1942
- 亜鉛 小説 ハンス・ノーヴァク 天然社 1943
- 金属 小説 K.A.シェンチンガア 天然社 1943
- ツエッペリン ヴォルフガング・ロェフ 天然社 1944
- ギリシア・ローマ神話 カール・フィリップ・モーリッツ みすず書房 1946
- 見捨てられ見失われ呪われ G.H.モスタール 大日本雄弁会講談社 1954
- 西独のマネジメント カール・S.アルマイアー 布井書房 1966
- 経営者の24時間 西独16社の繁栄の秘密 F.ジモナイト 布井書房 1970

## 記念論集
- ことだまの万華鏡 藤田五郎先生古稀記念論文集 広池学園出版部 1983.7